# El largo invierno
Pour plus de détails, voir Fiche technique et Distribution.
El largo invierno est un film franco-espagnol réalisé par Jaime Camino, sorti en 1992.

## Synopsis
Après avoir fui l'Espagne en 1939, l'héritier d’une grande famille bourgeoise revient dans la ville de Barcelone où il va apprendre comment son ancien majordome est devenu un personnage important du régime fasciste.

## Fiche technique
- Titre : El largo invierno
- Réalisation : Jaime Camino
- Scénario : Jaime Camino, Nicolas Bernheim, Román Gubern, Manuel Gutiérrez Aragón et Juan Marsé
- Pays d'origine :  Espagne -  France
- Genre : drame
- Date de sortie : 1992

## Distribution
- Vittorio Gassman : Claudio
- Jacques Penot : Ramón Casals
- Elizabeth Hurley : Emma Stapleton
- Jean Rochefort : Jordi Casals
- Adolfo Marsillach : Casimiro Casals
- Asunción Balaguer : Assumpta de Casals
- Teresa Gimpera : Lola de Casals
- Judit Mascó : Mercedes Casals
- José Luis López Vázquez : Tio Paco
- Silvia Munt : Amelia
- José Luis de Vilallonga : Conde de Santbenet
- Ovidi Montllor : Juan
- Vicky Peña : Serveuse
- Abel Folk : Policier
- Jordi Dauder : Policier
- Marián Aguilera